# まほうのコップ
『まほうのコップ』は藤田千枝原案、川島敏生写真、長谷川摂子文の写真絵本作品。
2008年7月1日、福音館書店による月刊誌「ちいさなかがくのとも」上で発表された後、2012年9月25日、同社単行本シリーズ「幼児絵本ふしぎなたね」として刊行された。
対象年齢3～5才。

## 概要
水の入った透明のグラスの向こう側に野菜や食器類を置いた写真が掲載され、ページを捲りながら物の見え方が変わる様子を楽しめるようになっている。

## 書籍
- まほうのコップ(ふしぎなたねシリーズ) ISBN 978-4-8340-2747-1(福音館書店刊) 24p 23×21cm